# بخش بنگسفوش
بخش بنگسفوش (به سوئدی: Bengtsfors kommun) یک ناحیه شهری در سوئد است که در شهرستان وسترا گوتلاند واقع شده‌است.